# Shrek 3D
Pour plus de détails, voir Fiche technique et Distribution.
Shrek 3D, L'Aventure continue est un court métrage en images de synthèse, suite de Shrek, qui était une adaptation du conte de fées de William Steig, par DreamWorks en 2004, distribué en DVD avec Shrek, en version normale et 3D se regardant avec des lunettes anaglyphes (rouge et bleu) fournies.
Shrek 3D (à ne pas confondre avec Shrek le troisième) est également appelé Shrek 4-D pour une version distribuée dans des parcs d'attractions ajoutant une 4e dimension par exemple en vaporisant de l'eau quand l'âne éternue et avec des effets au niveau des sièges.

## Synopsis
Shrek et Fiona se préparent pour leur lune de miel. Mais alors que Shrek cherche un raccourci pour arriver plus vite à leur coin de paradis, Fiona est enlevée par Thelonius, envoyé par le spectre de Lord Farquaad. En effet, celui-ci, qui en veut toujours à l'ogre de lui avoir "dérobé" sa princesse, compte la précipiter du haut d'une chute d'eau pour la tuer et l'épouser en enfer...

## Distribution
- Mike Myers (VF : Alain Chabat) : Shrek
- Eddie Murphy (VF : Med Hondo) : L'Âne (Donkey)
- Cameron Diaz (VF : Barbara Tissier) : Princesse Fiona
- John Lithgow (VF : Philippe Catoire) : Spectre de Farquaad
- Conrad Vernon  (VF : Emmanuel Garijo) : Tibiscuit (Gingerbread Man)
- Cody Cameron (VF : Alexandre Gillet) : Pinocchio
- Christopher Knights : Thelonious

## Analyse